# Ґергард Ґенцен
Ґергард Карл Еріх Ґенцен (нім. Gerhard Karl Erich Gentzen, 24 листопада 1909 — 4 серпня 1945) — німецький математик і логік. Зробив вагомий внесок до основ математики, теорії доведення, зокрема природної дедукції і числення секвенцій.

## Життя і наукова кар'єра
Вищу освіту отримав у Ґеттінґенському університеті під керівництвом Пауля Бернайса. Коли у квітні 1933 року Бернайса звільнили (через те, що він не був «арійцем»), керівником Ґенцена формально став Герман Вейль.
Ґенцен добровільно вступив до штурмових загонів у листопаді 1933 року.:52 Втім, він підтримував контакт з Бернайсом аж до початку Другої світової війни.
1935 року він листувався з Абрахамом Френкелем з Єрусалиму, за що спілка вчителів звинувачувала його у «зв'язку з обраними людьми».
У 1935 і 1936 роках Вейль переконував Ґенцена переїхати до Інституту перспективних досліджень у Принстоні.
Між листопадом 1935 року і 1939 роком він був асистентом Давида Гільберта у Ґеттінґені. Ґенцен вступив до NSDAP у 1937 році, й за два роки склав присягу Адольфові Гітлеру як умову академічної посади.:119 Починаючи з 1943 року він викладав у Празькому університеті. У рамках контракту з SS працював над ракетним проєктом V-2.:238
Арештований під час Празького повстання проти окупаційних німецьких військ 5 травня 1945 року. Його, як і решту працівників університету, було передано радянським окупаційним військам. Через свої зв'язки з SA, NSDAP і NSD Dozentenbund, Ґенцена утримували у в'язниці, де він помер від виснаження 4 серпня 1945 року.:273 ff

## Науковий доробок
Основні роботи Ґенцена стосувалися основ математики, теорії доведення, зокрема природної дедукції і числення секвенцій.
Його теорема про усування перерізів є наріжним каменем теоретико-доказової семантики, а деякі філософські ремарки, викладені у роботі «Дослідження логічної дедукції» разом з Людвігом Віттґенштайном, складають основу процедурної семантики.
Одну з робіт Ґенцена було опубліковано вдруге у ідеолоічному часописі Deutsche Mathematik, заснованому Людвігом Бібербахом (відомий відстоюванням ідей «арійської математики»).
1936 року Ґенцен довів несуперечність аксіом Пеано. У своїй габілітаційній роботі, завершеній 1939 року, він означив потужність арифметики Пеано з точки зору теорії доведення. Це було здійснено шляхом прямого доведення недоведеності принципу трансфінітної індукції, використаного у його роботі 1936 року щодо несуперечності арифметики Пеано. Втім, даний принцип можна виразити і арифметичним шляхом, звідки випливає прямий доказ другої теореми Ґеделя (Курт Ґедель застосував процедуру кодування для конструювання формули, що не може бути доведена у арифметиці). Доведення Ґенцена було опубліковане 1943 року і поклало початок ordinal analysis.

## Опубліковані праці
- Über die Existenz unabhängiger Axiomensysteme zu unendlichen Satzsystemen. Mathematische Annalen. 107 (2): 329—350. 1932. doi:10.1007/bf01448897.
- Untersuchungen über das logische Schließen. I. Mathematische Zeitschrift. 39 (2): 176—210. 1935. doi:10.1007/bf01201353. Архів оригіналу за 7 березня 2020. Процитовано 25 лютого 2019.
- Untersuchungen über das logische Schließen. II. Mathematische Zeitschrift. 39 (3): 405—431. 1935. doi:10.1007/bf01201363.
- Gentzen, Gerhard (1936). Die Widerspruchsfreiheit der Stufenlogik. Mathematische Zeitschrift. 41: 357—366. doi:10.1007/BF01180425.
- Gentzen, Gerhard (1936). Die Widerspruchsfreiheit der reinen Zahlentheorie. Mathematische Annalen. 112: 493—565. doi:10.1007/BF01565428.
- Der Unendlichkeitsbegriff in der Mathematik. Vortrag, gehalten in Münster am 27. Juni 1936 am Institut von Heinrich Scholz. Semester-Berichte Münster: 65—80. 1936–1937. (Лекція, прочитана у Мюнстері у інституті Гайнріха Шольца 27 червня 1936 року)
- Unendlichkeitsbegriff und Widerspruchsfreiheit der Mathematik. Actualités scientifiques et industrielles. 535: 201—205. 1937.
- Die gegenwärtige Lage in der mathematischen Grundlagenforschung. Deutsche Mathematik. 3: 255—268. 1938.[9]
- Neue Fassung des Widerspruchsfreiheitsbeweises für die reine Zahlentheorie. Forschungen zur Logik und zur Grundlegung der exakten Wissenschaften. 4: 19—44. 1938.[9]
- Gentzen, Gerhard (1943). Beweisbarkeit und Unbeweisbarkeit von Anfangsfällen der transfiniten Induktion in der reinen Zahlentheorie. Mathematische Annalen. 119: 140—161. doi:10.1007/BF01564760.

### Після смерті
- Zusammenfassung von mehreren vollständigen Induktionen zu einer einzigen. Archiv für mathematische Logik und Grundlagenforschung. 2 (1): 81—93. 1954.
- Gentzen, Gerhard (1969), M. E. Szabo (ред.), Collected Papers of Gerhard Gentzen, Studies in logic and the foundations of mathematics  (англ.) (вид. Hardcover), North-Holland, ISBN 0-7204-2254-X
- Gentzen, Gerhard (1974). Paul Bernays (ред.). Der erste Widerspruchsfreiheitsbeweis für die klassische Zahlentheorie. Archiv für mathematische Logik und Grundlagenforschung (нім.). 16 (3–4): 97—118. doi:10.1007/BF02015370.
- Gentzen, Gerhard (1974). Paul Bernays (ред.). Über das Verhältnis zwischen intuitionistischer und klassischer Arithmetik. Archiv für mathematische Logik und Grundlagenforschung. 16 (3–4): 119—132. doi:10.1007/BF02015371.